# Ommatoiulus vilnensis
Ommatoiulus vilnensis är en mångfotingart som först beskrevs av Jawlowski 1925.  Ommatoiulus vilnensis ingår i släktet Ommatoiulus och familjen kejsardubbelfotingar. Inga underarter finns listade i Catalogue of Life.